# Медична евакуація

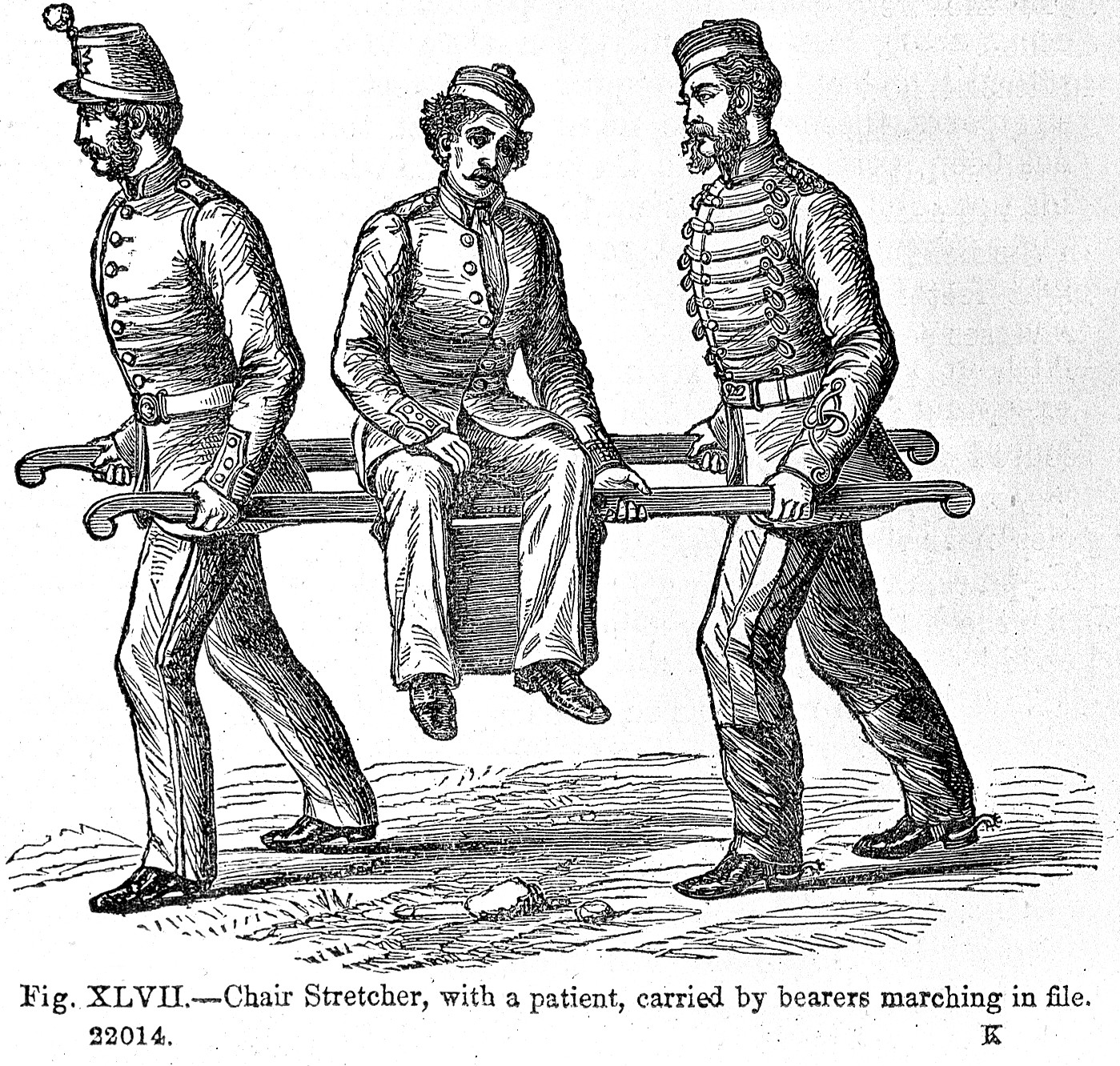
Виніс пораненого санітарами на ношах. Громадянська війна в США. 1865

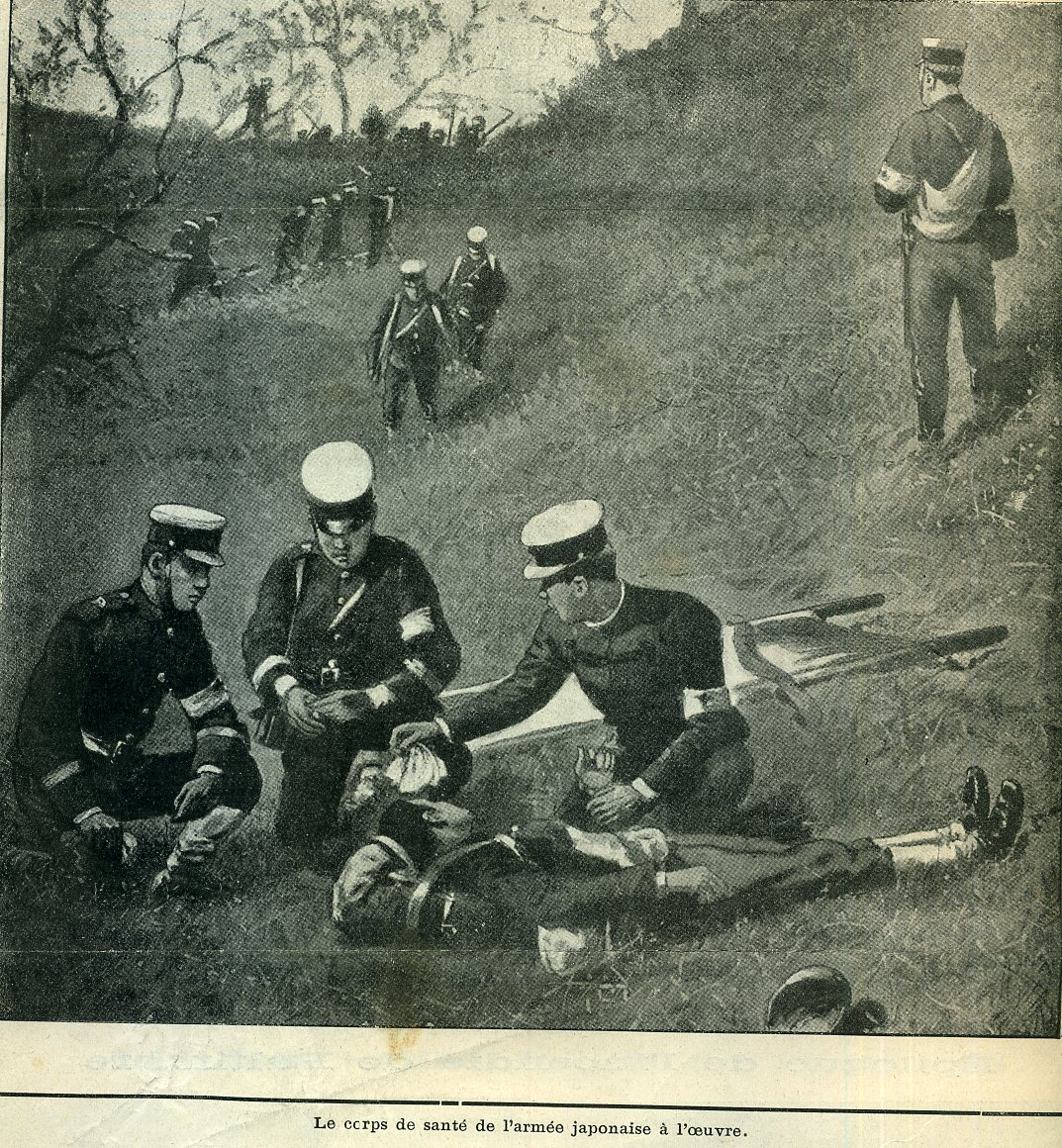
Медична евакуація пораненого японського солдата з поля битви. Російсько-японська війна.12 червня 1904

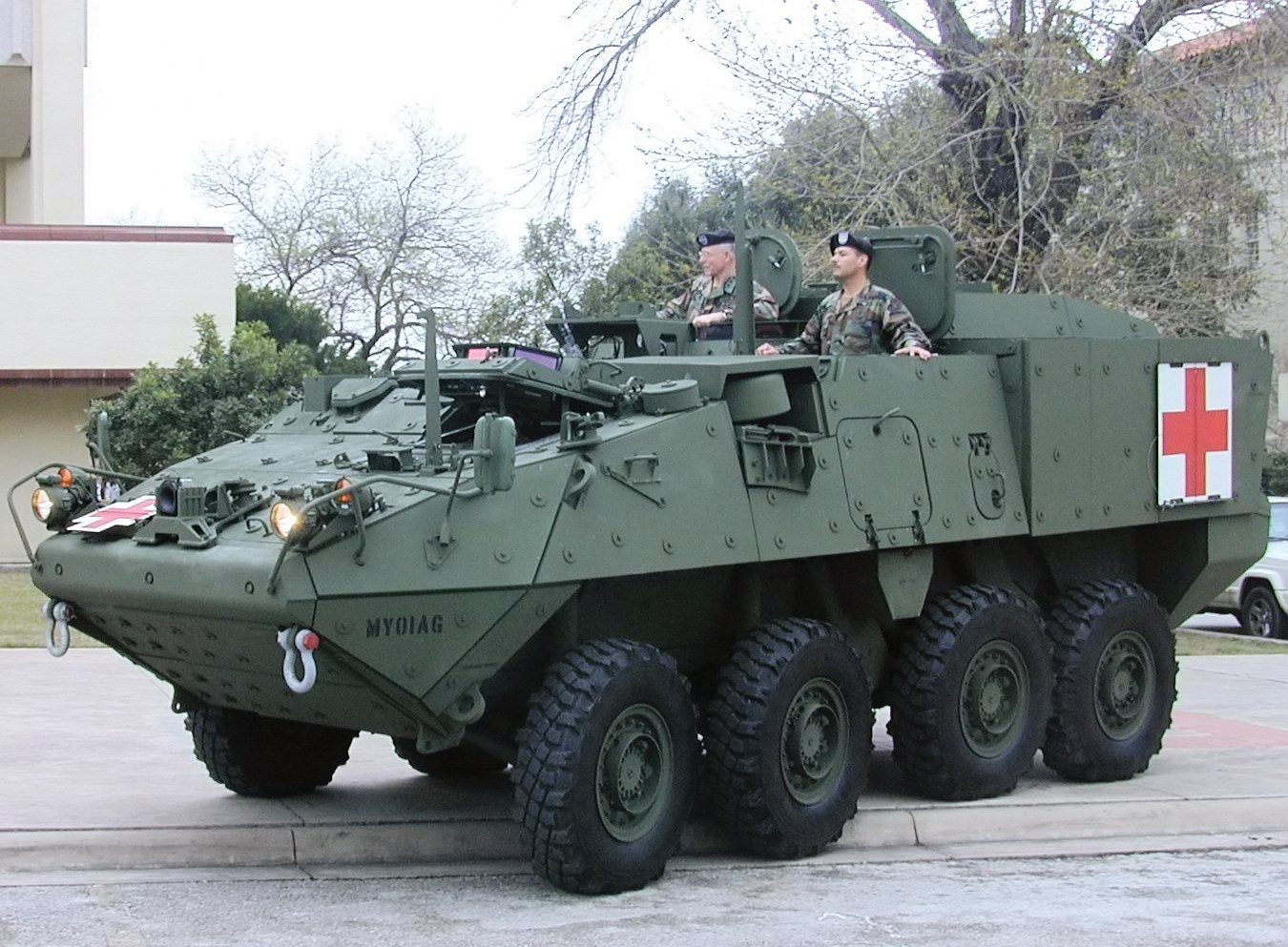
Бронетранспортер-машина медичної евакуації M1133 Stryker виробництва США, належить до сімейства бойових машин «Страйкер». США

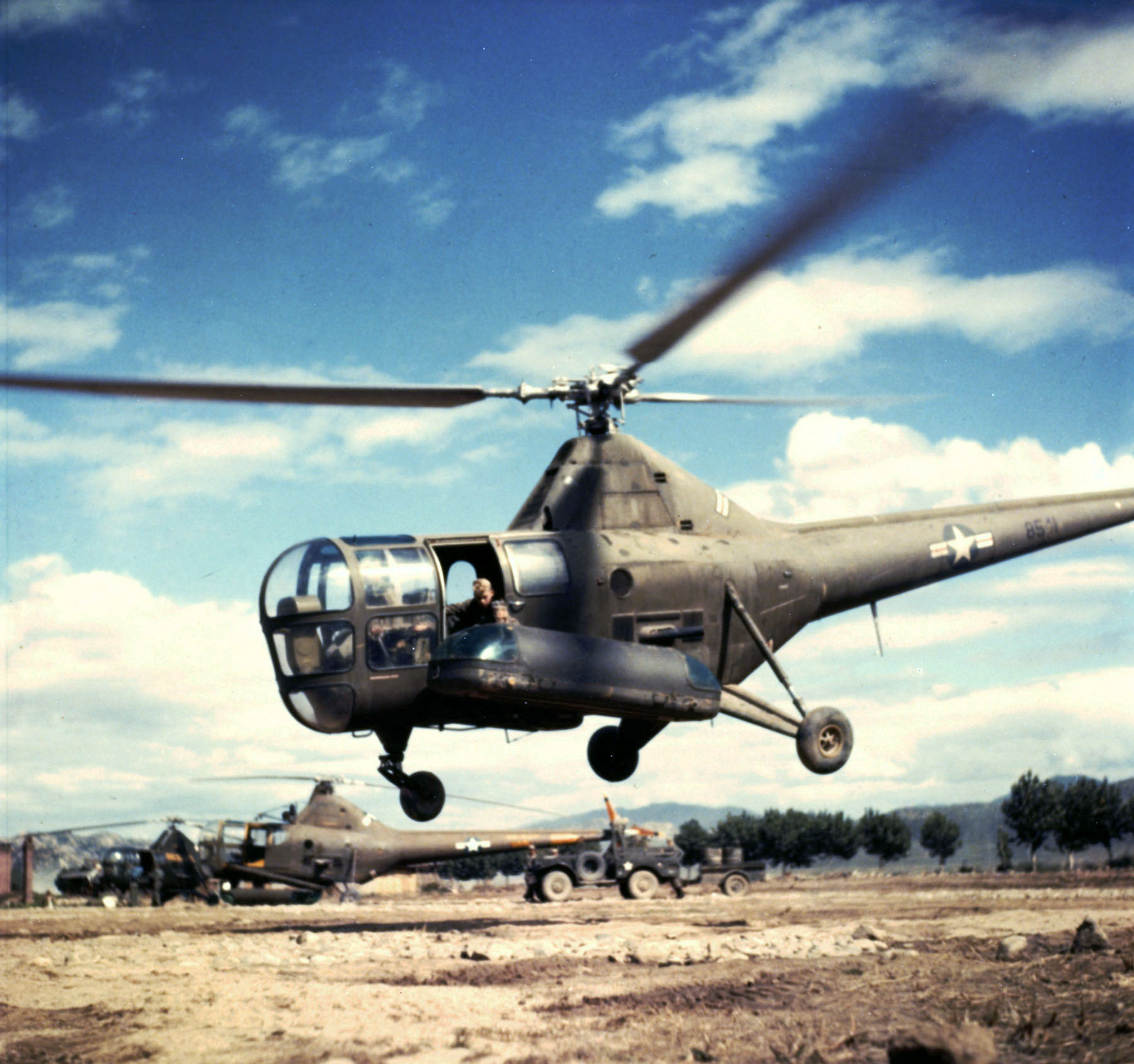
Американський вертоліт медичної евакуації «Сікорський» R-5. Корейська війна

Медична евакуація — комплекс заходів спрямований на щадне транспортування хворого, постраждалого чи пораненого у відповідний медичний заклад чи медичний пункт, де може бути надано адекватну медичну допомогу, чи прийнято рішення про подальше транспортування у інший медичний заклад.
У мирний час цю функцію виконує екстрена медична допомога.
Також існує поняття військової медичної евакуації у військовій справі (Медична евакуація поранених тощо) — комплекс заходів з транспортування поранених й хворих, які потребують лікування, з районів ведення бойових дій військ (або з осередків масового ураження, що виникли в тилу військ) на всі наступні етапи медичної евакуації, до лікувальних закладів, розташованих, як на самому театрі воєнних дій (на більшому або меншому видаленні від лінії фронту), так і за його межами в тилу країни.
Медична евакуація є одним з найважливіших елементів системи медичного забезпечення військ.

## Зміст
Медичну евакуацію слід розглядати, як захід вимушеного характеру; вона застосовується у всіх випадках, коли лікування поранених і хворих на місці виявляється з тих чи інших причин неможливим або недоцільним за медичними показаннями.
Найбільш часто необхідність медичної евакуації виникає при потребі надати спеціалізовану медичну допомогу (яку неможливо надати загалом поза лікувальним закладом), несприятливих умовах: стихійні лиха, надзвичайні ситуації(техногенні в першу чергу),  бойова обстановка, особливо при невідповідності ємності наявних госпіталів числу поранених і хворих, що надходять, і при неможливості створити належні умови для їх більш-менш тривалого стаціонарного лікування.
Іншою проблемою є невідповідність можливостей транспортування та кількості людей які потребують медичної евакуації.
Евакуаційні заходи у військах включають: розшук, збір поранених і хворих, надання їм усіх видів медичної допомоги, їх евакуацію з метою подальшого лікування та медичної реабілітації. Евакуаційні заходи є однією із найважливіших складових частин медичного забезпечення збройних сил у воєнний час. Основна їх мета — збереження життя і якнайшвидше відновлення боєздатності і працездатності у можливо більшої кількості військовослужбовців, що вибули зі строю в результаті бойового ураження або захворювання. В умовах сучасної війни це є найбільш ефективним способом поповнення бойових втрат особового складу військ.
У мирний час масова медична евакуація застосовується у випадках стихійних лих та інших катастроф, як правило, складається з двох етапів. Першим етапом є надання медичної допомоги на місці силами польових медичних працівників (санітарів, фельдшерів, медичних сестер та братів, лікарями батальйонної ланки). Другий етап — це продовження лікування в стаціонарі відповідного профілю. Для евакуації використовується спеціальний санітарний транспорт, а також попутний.
Медична евакуація тісно пов'язана з медичним сортуванням, в процесі якого встановлюються медичні показання та протипоказання до евакуації, вид транспорту, черговість евакуації і місце призначення для кожного евакуйованого.
Медична евакуація часто застосовується також при маневреному характері бойових дій військ, коли виникає необхідність переміщення їх медичних установ. У минулому евакуація поранених і хворих тривалий час була відірвана від лікувального процесу і розглядалася насамперед, як заходи чисто військового, а не медичного характеру. Лише досвід Першої світової війни 1914–1918 з її величезними втратами в людях і небувалим до цього об'ємом евакуації спонукав докорінно переглянути це питання. В. А. Оппель запропонував систему етапного лікування, яка передбачала поєднання лікувальних та евакуаційних заходів.
Під час війни вказані вище теоретичні положення були не тільки реалізовані на практиці, але й отримали подальший розвиток i удосконалення. Організацією медичного забезпечення військ передбачалось поступове розгортання від фронту в тил низки медичних пунктів i лікувальних установ: батальйонний медичний пункт (БМП), полковий медичний пункт (ПМП), окремий медичний батальйон (омедб), хірургічний польовий пересувний госпіталь (ХППГ) 1-ї лінії, госпіталів 1-го та 2-го ешелонів госпітальної бази армії, госпіталів 1-го та 2-го ешелонів госпітальної бази фронту (ГБФ) та госпіталів тилу країни. При цьому медичні пункти i лікувальні установи (госпіталі) забезпечували надання визначених видів медичної допомоги пораненим i хворим: на БМП пораненим і хворим надавалась долікарська допомога, на ПМП — перша лікарська допомога, в омедб (дивізійному медичному пункті) — кваліфікована, у госпіталях — кваліфікована та спеціалізована медична допомога.
У системі етапного лікування з евакуацією за призначенням на медичну службу частин покладалася організація швидкого збору i винесення поранених з поля бою, надання їм першої медичної, долікарської i першої лікарської допомоги. Особлива увага зверталась на своєчасне надання першої медичної допомоги i безперервне винесення поранених з поля бою при будь-яких умовах бойової обстановки.
Досвід медичного забезпечення Збройних сил Радянського Союзу в період німецько-радянської війни 1941–1945, а також досвід організації медичного забезпечення під час війни в Афганістані 1979–1989 рр. та інших збройних конфліктах переконливо доводить, що добре та чітко організоване проведення евакуаційних заходів є фактором, який значною мірою визначає ефективність діяльності медичної служби щодо забезпечення бойових дій військ.